# 小若和郁那
小若和郁那（日语：／ Kowaka Wakana，11月20日—）是日本的女性聲優，岡山縣出身。Stay Luck所屬。

## 人物
2013年加入Art Group，2016年加入Stay Luck。

## 演出作品
※粗體字為主要角色。

### 電視動畫
2017年
- Hand Shakers（璃璃的母親、護士）
- 單蠢女孩（阿姨、男孩子、明的母親）
- 徒然喜歡你（高瀨孝太郎、梶亮子的母親）
- 梵諦岡奇蹟調查官（女性、幼年羅伯特）!-- 2017-08-11 -->
- 犬屋敷（安堂的母親、女性、乘客）

2018年
- DAME×PRINCE（侍女A、售貨阿姨）
- 爆肝工程師的異世界狂想曲（老婆婆、魯鄔）
- 紫羅蘭永恆花園（親戚）
- Lostorage conflated WIXOSS（女子中學生）
- 雷頓神秘偵探社 ～卡特莉的解謎事件簿～（百貨店員[2]）
- 最終休止符 -無止境的螺旋物語-（阿雷蒂亞、索妮亞[3]）
- 夢王國與沉睡中的100位王子殿下（新娘）
- OVERLORD III（玳諾、阿格）
- 千銃士（貴婦人）
- 黑色五葉草（幼年齊亞特、魔女的藥店）
- 叛逆性百萬亞瑟王（女性、女學生、少年桑達、村人、街人）
- 佐賀偶像是傳奇（母親）

2019年
- 黑色五葉草（普莉·安潔爾、幼年基爾什、利爾的母親）
- 盾之勇者成名錄（女子、女僕）
- 格林筆記 The Animation（八百屋的大嬸、小孩A）
- 鑽石王牌 actII（大和田秋子）
- 一弦定音！（武藏的母親、妃呂的祖母、瀧浪涼香〈幼少〉）
- Fairy Gone（拍賣來場者）
- 一個人的○○小日子（老奶奶）
- 普通攻擊是全體二連擊，這樣的媽媽你喜歡嗎？（廣播）
- 在地下城尋求邂逅是否搞錯了什麼II（達芙妮·拉洛斯[4]）
- 閃電十一人 獵戶座的刻印（年幼阿爾吐魯）
- 騷亂時節的少女們（山岸的母親）
- 凱洛與塔斯黛（廣播A）
- PSYCHO-PASS心靈判官 3（女性）
- 我們真的學不來！ 第2期（阿姨A）

2020年
- 黑色五葉草（碧之野薔薇團團員、女性、黛薇兒·梵尼詩、瑪吉）
- 歌舞伎町夏洛克（松本春清〈幼年〉）
- 辣妹與恐龍（女性記者、外間美紀惠、旁白〈電視音聲〉、恐龍電影女性、小嗶）
- 殭殭殭 殭屍君（工作人員、年糕、武士殭屍、泥漿龍、婆婆、學生、女性朋友B、小孩、媽媽輪胎、小孩A、脂肪軍團A）
- 噴嚏大魔王2020（主婦）
- 出租女友（跳蚤市場店員）
- 咒術迴戰（護士）
- 體操武士（俱樂部少年B）

2021年
- 黑色五葉草（格雷的義母）
- 五等分的新娘∬（阿姨）
- 無職轉生～到了異世界就拿出真本事～（長女）
- 奇巧計程車（報導員、女性店員、粉絲）
- 佐賀偶像是傳奇 捲土重來（阿姨）
- 給不滅的你（島民）
- 賈希大人不氣餒（兒子、小貓、森）
- 宿命迴響：命運節拍（施耐德夫人）
- 月與萊卡與吸血公主（列夫的母親）

2022年
- 王者天下 第4期（女官、侍女）
- 薔薇王的葬列（店裡的女人）
- Lycoris Recoil 莉可麗絲（TV播音員、伊藤、操作員、CA）
- 在地下城尋求邂逅是否搞錯了什麼IV 新章 迷宮篇（達芙妮·拉洛斯）
- 杜鵑婚約（老婆婆）
- POP TEAM EPIC 第二系列（助手、牛、母親、巡邏隊員A）
- Do It Yourself!!（禮的母親、老婆婆、笹糰子阿姨）

2023年
- 在地下城尋求邂逅是否搞錯了什麼IV 深章 厄災篇（達芙妮·拉洛斯）
- 海盜戰記 第2期（小孩）
- 轉生公主與天才千金的魔法革命（少年）
- 可愛過頭大危機（黑貓的原飼主〈女〉）
- 她去公爵家的理由（凱蒂·馬克米蘭、格蕾絲）
- 偶像大師 灰姑娘女孩 U149（社員B）
- 我的幸福婚約（齋森家傭人）
- 幻日夜羽 -鏡中暉光-
- 名偵探柯南（女性）
- 滿懷美夢的少年是現實主義者（夏川母）
- 給不滅的你 Season 2（女）
- 堤亞穆帝國物語～從斷頭台開始，公主重生後的逆轉人生～（瓦格爾、女主人）
- 豬肝記得煮熟再吃（瑪莎）
- 藥師少女的獨語（侍女）

2024年
- 藥師少女的獨語（梨花妃的侍女）
- 北海道辣妹金古錐（學生）
- 終末的火車前往何方？（居民、金針菇）
- 隔壁的妖怪鄰居（三上、森野、春的母親、中川美波子、農家的妻子、播音員、歌子）
- THE NEW GATE（露天商）
- RINKAI！女子競輪（編輯）
- 前輩是偽娘（阿姨A）
- 敗北女角太多了！（女學生）
- 神明選拔 第2期
- 在地下城尋求邂逅是否搞錯了什麼V 豐穰女神篇（達芙妮·拉洛斯）
- 鴨乃橋論的禁忌推理 2nd Season（女）
- 悲喜漁生（小孩）

2025年
- 遲早是最強的鍊金術師？（夫人2、村人女性A、芭拉拉依）
- 藥師少女的獨語 第2期（水晶宮侍女）
- 想星機械天使 Myth of Emotions（洋子）
- 金牌得主（金宮美峰）
- 香格里拉·開拓異境～糞作獵手挑戰神作～ 2nd season（ホテリエ）
- 中禪寺老師妖怪講義錄 解謎就交給老師。（飯田佳美）
- Summer Pockets
- mono女孩（奇怪的聲音、擀蕎麥麵的老師）
- 光逝去的夏天（暮林理惠[5]）

### 網路動畫
2019年
- 機甲英雄 機鬥勇者（蘿克莎努[6]）

2023年
- 機甲英雄 機鬥勇者 第二季（高地要塞機甲學院校長）

2025年
- 極限OL霧切限子（姬草百合[7]）

### 遊戲
2016年
- 白貓Project（香草[8]）

2017年
- 黑色沙漠（貝卡、艾普恩·迪羅茲）
- 魔女與百騎兵2[9]

2018年
- 刀劍神域 奪命凶彈（主角聲音[10]）
- 獵龍計劃（米亞[11]）
- Summer Pockets（久島鷺[12]）

2023年
- 無期迷途（玛蒂尔达）

### 廣告
- 劇場版動畫「蠟筆小新：爆睡！夢世界大作戰」宣傳片[13]飾演 女性上班族

### 外語配音

#### 電影
- Magadheera（雷修瑪[14]）
- Muthu（拉緹·戴維[15]）

## 外部連結
- 事務所官方簡歷 （页面存档备份，存于）（日語）
- 小若和郁那的X（前Twitter）（日語）